# Eckendorf
Eckendorf ist ein Ortsbezirk der verbandsfreien Gemeinde Grafschaft im rheinland-pfälzischen Landkreis Ahrweiler. Der Ortsbezirk Eckendorf hat zurzeit 395 Einwohner. Bis zur Eingliederung in die am 16. März 1974 neu gebildete Gemeinde Grafschaft war Eckendorf eine eigenständige Gemeinde.

## Geographie
Die Ortschaft liegt im Norden der Gemeinde. Auf der Gemarkungsgrenze zu den Nachbarorten Adendorf und Fritzdorf verläuft die Landesgrenze zwischen Rheinland-Pfalz und Nordrhein-Westfalen.
Geographisch gehört das Gebiet um Eckendorf zur Voreifel, naturräumlich zur Swistbucht. Bis hierhin reichen die Ausläufer der Niederrheinischen Bucht. Zehn Kilometer östlich fließt der Rhein vorbei, westlich beginnen nach vier Kilometern die ersten Anhöhen der Eifel. Der westliche Teil der Gemarkung ist flach bzw. leicht zur Swist hin geneigt. Östlich der Swist steigt das Gelände von 195 Meter NN am Ortsrand bis zu 260 Meter auf der Anhöhe. Die Größe der Gemarkung beträgt 374 Hektar. Die Ertragsmesszahlen der Ackerböden liegen zwischen 55 und 65. Entwässert wird die Gemarkung durch die bei Kalenborn entspringende Swist und durch den von Gelsdorf kommenden Essigbach, der westlich von Adendorf in die Swist mündet.

## Geschichte

### Vor- und Frühgeschichte
Als älteste Siedlungsspuren befinden sich im südöstlichen Teil der Gemarkung zwei kreisrunde Siedlungsplätze (Durchmesser 90 und 120 Meter) aus der Jungsteinzeit bis frühe Bronzezeit (6000–2000 vor Christus). Angrenzend sind auf Luftbildern zeittypische Kammerfluren zu erkennen.
Zur Römerzeit waren die fruchtbaren Lößböden der Grafschaft mit einem Netz von Einzelhöfen überzogen. Der älteste Nachweis ist bisher ein bei Beller gefundener Grabstein aus der Zeit um 50 nach Christus. Auch auf dem langgestreckten Südhang östlich von Eckendorf gab es mehrere Siedlungsplätze.

### Mittelalter
Um 450 nach Christus brach die römische Herrschaft am Rhein zusammen. Die nun vermehrt ins Land einströmenden Franken errichteten zahlreiche neue Siedlungen. In aller Regel nutzen sie nicht die römischen Gebäude, sondern bauten ihre Holzhäuser bevorzugt in der Nähe von Gewässern. So geschah es auch am westlichen Rand der Swist. Die neue Ansiedlung wird am 2. Dezember 770 erstmals als Eccandorph genannt. Der Name leitet sich von dem männlichen Vornamen Ecco ab (das Dorf, in dem Ecco wohnt).
In den folgenden Jahrhunderten wird der Ort nur in Urkunden von auswärtigen Besitzern genannt. Der im Jahre 770 dem Kloster Lorsch geschenkte Besitz wurde im Jahre 830/831 dem Bonner Cassiusstift überlassen. Im Jahre 893 besaß hier außerdem die Abtei Prüm vier Joch Land, 1099 gehörte der Abtei Brauweiler ein Morgen Land. Ein Heidolf von Godesberg schenkte dem 1126 gegründeten Kloster Rolandswerth 15 Morgen Ackerland, deren Besitz 1143 bestätigt wurde.
Im Jahre 1281 gründete der Kölner Erzbischof Siegfried von Westerburg angeblich in Eckendorf eine Johanneskapelle. Zu welcher Pfarrei der Ort damals gehörte, ist unbekannt. Erste Merkmale einer eigenständigen Pfarrei finden sich durch die Nennung eines eigenen Geistlichen (1314) und eines Friedhofs (1365).
1446 ist die Kirche abhängig vom Bonner Cassiusstift. Das Stift zog in Eckendorf den Zehnten ein, trug einen Teil der Kirchenbaulast und besetzte die Pfarrstelle. Kirchenpatrone waren, nach Ausweis einer 1531 gegossenen Glocke, die Heiligen Cosmas und Damian. Sie waren es wohl schon 1469, denn damals wurde eine nach ihnen benannte Bruderschaft gegründet. Die Pfarrei zählte zusammen mit den anderen umliegenden Eigenkirchen des Cassiusstifts und den Pfarreien der Stadt Bonn zum Burdekanat.
Vor Entstehung der Territorialstaaten gehörte Eckendorf zum Einflussbereich der Grafen von Are-Nürburg und später zum abgetrennten Teil, der Grafschaft Neuenahr, die ihren Mittelpunkt in der um 1225 errichteten Burg hatte. Erstmals wird die Zugehörigkeit von Eckendorf zu dieser Grafschaft 1343 ausdrücklich erwähnt. Die Grafschaft selbst war ein kurpfälzisches Lehen, das 1344 dem Markgrafen von Jülich als Unterlehen übertragen wurde. Nach Erbstreitigkeiten in deren Verlauf die Burg Neuenahr 1371 oder 1372 zerstört wurde, beanspruchte der Erzbischof von Köln die Mitherrschaft über die Grafschaft für sich. Seither unterstand dieses Gebiet rund 200 Jahre zwei Herren, bis das Herzogtum Jülich 1546 das Lehen wieder ganz an sich zog.
Eckendorf wurde schon früh von zwei überörtlichen Straßen berührt. Eine führte von Muffendorf am Rhein in Richtung Westen. Sie wird im Jahre 973 genannt und war vielleicht schon in römischer Zeit vorhanden. Die zweite war die von Aachen nach Sinzig verlaufende als Krönungsstraße bekannte Aachen-Frankfurter Heerstraße, die im weiteren Verlauf nach Frankfurt am Main führte. Sie bestand bereits gegen Ende des 8. Jahrhunderts und lief um 1800 mitten durch das Dorf. An dieser Straße wird 1194 eine Zollstation erwähnt. Auf der Höhe, genannt Scheid, stand ein Wachturm und in der Nähe eine Pferdewechselstelle der Post. Im Jahre 1337 wurde zu Erfrischung der zahlreichen Pilger am Dorfrand eine Wasserleitung mit Schöpfbecken gebaut. Ein Siechenhaus für die Kranken bestand noch 1718. Den Bauern von Eckendorf bot die Straße einen regelmäßigen Nebenverdienst durch Vorspannleistungen auf der zweieinhalb Kilometer langen Steigung zwischen dem Dorf und der Anhöhe mit 70 Höhenmetern.
Auf dieser Anhöhe, die noch heute Auf dem Scheid genannt wird, stoßen die Gemarkungen von Eckendorf, Fritzdorf, Leimersdorf und Ringen zusammen. Hier befand sich das Hochgericht und der alte Versammlungsplatz dieses Herrschaftsgebietes (1404 zuerst genannt). Ein Galgen wird 1524 erwähnt. Vielleicht war hier schon in der Vorzeit eine Kultstätte, denn ganz in der Nähe wurde der bekannte Fritzdorfer Goldbecher aus der Zeit von 1600 vor Christus gefunden. Möglicherweise war er eine dem Boden übergebene Weihegabe.
In diesem Bezirk stand außerdem ein Einzelhof, genannt Grevelo oder Scheidshof. 1276 war er im Besitz des Grafen von Neuenahr als Lehen des Grafen von Jülich. Zwischen 1417 und 1449 ging er unter. Während heute diese Flur waldfrei ist, wuchs hier im Jahre 1484 ein 208 Morgen großer Wald. Nach einer 1756 aufgezeichneten mündlichen Überlieferung sollten die Scheidländereien in alter Zeit einem Kloster gehört haben. Der Platz, auf dem das Kloster gestanden habe, hieß damals Scheidshof. Schriftlich ist das Kloster jedoch nicht belegt. Südlich an dieses Gelände angrenzend lag bis in das 19. Jahrhundert ein Heidegebiet, die so genannte Greveler Heide, die vom Volk als Hexentanzplatz angesehen wurde.

### Frühe Neuzeit

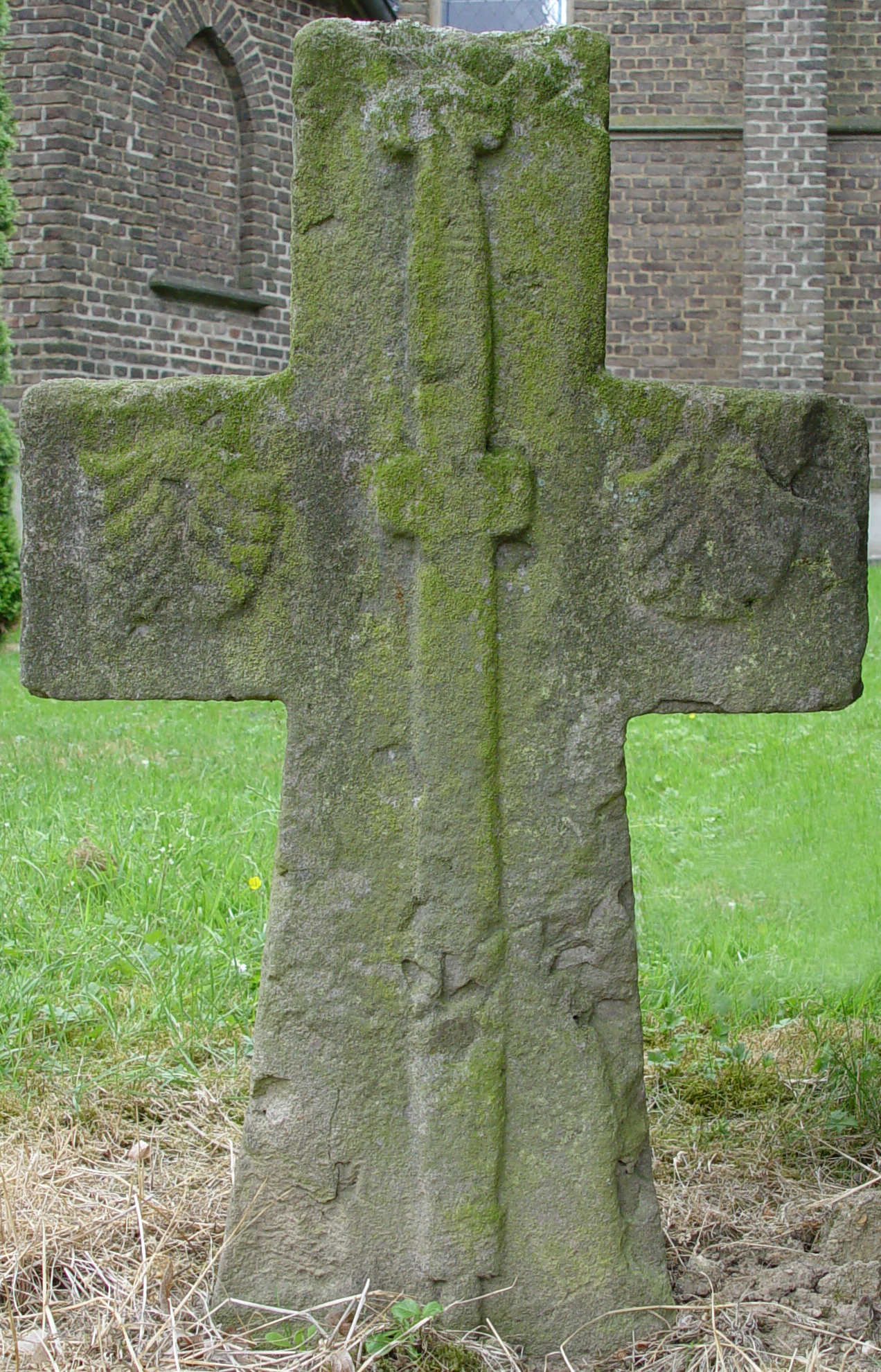
Ein 400 Jahre altes Kreuz auf dem Kirchhof erinnert an eine Pilgerfahrt nach Santiago de Compostela

Bis weit in die Neuzeit fehlen die Quellen über das Leben und das Schicksal der Dorfbevölkerung. Im 15. Jahrhundert wohnten hier 80 Einwohner über 14 Jahre, im Jahre 1600 hatte der Ort rund 24 Häuser. Grundlagen des Lebens waren Ackerbau und Viehzucht. Genauere Angaben über die landwirtschaftlichen Verhältnisse gibt es erst 1811 aus einem Bericht über die Bürgermeisterei Gelsdorf, zu der sechs Dörfer gehörten, darunter auch Eckendorf. Angebaut wurden damals vor allem Getreide, und zwar Roggen, Gerste, Hafer, aber auch der hochwertige Weizen, der in den angrenzenden Eifelregionen nicht gedieh, außerdem Klee, Raps, Erbsen, Wicken, wenig rote Rüben und Mohrrüben, viel Weißkohl und Wirsing, wenig Blumenkohl, Winterkohl und Kohlrabi, ferner Flachs zur Herstellung von Leinen. Die Kartoffel war erst in den Jahren vor 1770 als neue Frucht hinzugekommen, hatte sich aber schnell zum Hauptnahrungsmittel entwickelt. An Obstsorten pflanzte man Äpfel, Birnen und weniger Zwetschgen.
Handwerk und Gewerbe waren entsprechend den Bedürfnissen der bäuerlichen Bevölkerung nur gering ausgebildet. Zu den ältesten Dorfhandwerkern zählt der Schmied, 1484 bereits erwähnt. Eine Getreidemühle, die sogenannte roede Mühle lag 1498 an der Swist. Die heute auf dem Scheid, und zwar auf Fritzdorfer Gebiet stehende Windmühle ist eine Neugründung von 1842. Sie arbeitete nur rund 70 Jahre.
1659 erfolgte ein Wechsel der territorialen Zugehörigkeit des Dorfes. In einem Gebietsaustausch zwischen dem Herzog von Jülich und dem Freiherrn von der Leyen gelangte das Dorf an die Herrschaft Adendorf, bei der es bis zur Auflösung während der französischen Herrschaft 1798 verblieb.
Im 17. Jahrhundert erhielt das Dorf seine erste Schule. Das Schulgebäude stand bis zum 19. Jahrhundert auf dem Kirchhof. Während des Pfälzischen Erbfolgekriegs wurde der Ort zweimal, am 9. Januar 1690 und am 7. Juli 1691, durch französische Soldaten eingeäschert. Von dieser Katastrophe erholte sich das Dorf nur langsam. Erst 1713 bis 1714 wurde die Kirche, die beide Dorfbrände überstanden hatte, repariert. Dabei wurde auch eine Sakristei angebaut. 1710 erhielt der Friedhof um die Kirche eine Umfassungsmauer aus Bruchsteinen, die 1967 durch eine Betonmauer ersetzt wurde. Das 1722 abgebrannte Pfarrhaus wurde anschließend durch einen Neubau ersetzt, wobei man das Dach bereits mit Ziegeln deckte, wahrscheinlich zum ersten Mal bei einem Gebäude in diesem Ort, denn erst ab dieser Zeit begannen Dachziegel die Strohdächer abzulösen.
Im Oktober 1794 besetzten französische Revolutionstruppen die Dörfer dieser Gegend. Eine Epoche ging zu Ende. In den folgenden Jahren wurden die alten Herrschaftsstrukturen aufgelöst und 1798 das Gebiet ohne Rücksicht auf frühere territoriale Zugehörigkeiten neu gegliedert. Eckendorf kam zur Mairie Gelsdorf (Kanton Ahrweiler, Arrondissement Bonn, Departement Rhin-et-Moselle). 1802 wurde das Erzbistum Köln aufgelöst und Eckendorf dem neu eingerichteten Bistum Aachen zugeschlagen. 1803 wurden die Klöster und Stifte aufgelöst, darunter auch das für Eckendorf bedeutsame Bonner Cassiusstift. 1808 verlor die Pfarrei ihre Selbständigkeit und wurde Gelsdorf zugeteilt.

### Unter preußischer Herrschaft
Nach den Siegen der Verbündeten über Napoléon Bonaparte fiel 1815 das linke Rheingebiet an Preußen. Die in französischer Zeit geschaffene Verwaltungsstruktur wurde bei der Neuordnung 1816 zum Teil beibehalten. Die Gemeinde Eckendorf gehörte nun zur Bürgermeisterei Gelsdorf im Kreis Ahrweiler, Regierungsbezirk Koblenz. Bis 1846 blieb die französische Munizipalverfassung in Kraft. Erst dann erhielten die in einer Bürgermeisterei zusammengefassten Gemeinden einen eigenen Gemeinderat und eine größere Selbstständigkeit. Auf kirchlichem Sektor wurde 1821 das Bistum Aachen aufgehoben und Eckendorf dem Erzbistum Trier zugeteilt. 1840 erhielt der Ort wieder seine Selbstständigkeit als Pfarrei.
Der Geburtenüberschuss des 18. Jahrhunderts setzte sich im 19. Jahrhundert fort, doch die Einwohnerzahl nahm nicht zu. 1819 lebten in Eckendorf 350 Menschen. Bis 1851 hätte die Bevölkerung um 142 Köpfe ansteigen müssen, tatsächlich waren aber nur 335 Einwohner vorhanden. Da das Land nicht mehr alle Menschen ernähren konnte, waren junge Leute weggezogen. Nach Amerika wanderten in den 1860er Jahren nur wenige aus. Ihre Häuser wurden abgebrochen.
Um weiteres Land zu gewinnen, wurden ab 1837 79 Morgen Ödland, von denen 72 Morgen auf der Heide lagen, urbar gemacht. Nach 1847 wurde auch der Rest des oben genannte Scheidbusches, der jetzt nur noch 47 preußische Morgen umfasste, zur Gewinnung von Ackerland gerodet. Damit war in der Gemarkung kein Wald mehr vorhanden.
Bis zu dieser Zeit waren die Verbindungen zwischen den Dörfern einfache unbefestigte Feldwege, die bei nassem Wetter nur schwer zu befahren waren. Um den Warenverkehr zu erleichtern, unternahm die preußische Verwaltung große Anstrengungen, um überörtliche Verbindungen (Chausseen) auszubauen. So wurden 1847 bis 1848 die Straße Meckenheim-Gelsdorf, um 1854 die Straße Rheinbach-Ahrtal und 1854 bis 1857 die Straße Rheinbach-Mehlem verbreitert und befestigt. Durch diese neuen Straßen verlor die alte Fernstraße Aachen-Sinzig ihre Bedeutung. Mitte der 1850er verengte man sie deshalb in den Nachbargemeinden auf normale Feldwegbreite und übertrug die überschüssigen Landstücke an die Grundstücksnachbarn. In Eckendorf blieb sie jedoch in voller Breite bestehen. Das jetzt hier wachsende Gras wurde von den armen Bewohnern des Dorfes genutzt.
Die Kommunalwege von Eckendorf zu seinen Nachbardörfern wurden erst viel später ausgebaut, und zwar 1860 der Weg nach Gelsdorf, 1868 nach Fritzdorf, 1885 nach Adendorf und schließlich 1907 nach Vettelhoven. In den 1850er und 1860er Jahren erhielten auch die Dorfstraßen erstmals einen fachgerechten Ausbau mit Schotter. Die Rinnen wurden gepflastert.
Infolge der jetzt einsetzenden industriellen Entwicklung wuchs der Bedarf an Eisenerz. Daher wurde das Land systematisch nach neuen Lagerstätten durchsucht. An vielen Orten entstanden kleine Erzbergwerke, so auch bei Eckendorf. Die Konzession wurde 1851 erteilt, aber schon nach acht Jahren wurde der Betrieb wegen Unrentabilität eingestellt.
In dieser Zeit trat ein Wechsel in der Bauweise der Häuser ein, durch den sich das Bild des Dorfes zu ändern begann. Die seit den Anfängen des Ortes übliche Holzbauweise wurde zu Gunsten des Steinbaus mit Feldbrandziegeln aufgegeben. Der erste Bau war wahrscheinlich die 1842 in der heutigen Schulstraße errichtete neue Schule. Auch das 1855 bis 1857 erbaute Pfarrhaus und alle jetzt erbauten Bauerngehöfte entstanden aus diesem neuen Material. Die Ziegelbauperiode lief um 1900 aus, als in der Gegend von Neuwied Bimssteine in großen Stückzahlen preiswerter als Ziegel hergestellt wurden.
Bereits im 18. Jahrhundert hatte ein Wechsel in der Dachbedeckung eingesetzt. Die billig herzustellenden und zweckmäßigen Strohdächer waren wegen der Brandgefahr durch behördliche Auflagen nach und nach verdrängt worden, aber noch in den 1870er Jahren gab es in Eckendorf drei strohgedeckte Häuser.

### Kaiserreich
Nach Gründung des Kaiserreichs 1871 setzte hier wie anderswo auch ein wirtschaftlicher Aufschwung ein. Dies zeigte sich in einer verstärkten Bautätigkeit. Im öffentlichen Bereich war es um 1875 ein Spritzenhaus zum Unterstellen der Feuerspritze. Im Jahre 1893 wurde die mittelalterliche Kirche abgebrochen und an selber Stelle durch den in Lüftelberg geborenen Architekten, Baumeister und Bauunternehmer Anton Becker (1853–1899) ein Neubau aus Backsteinen errichtet, der bereits bei der Fertigstellung 1894 bezahlt war. Die 1901 eingerichtete Orgel (die erste überhaupt) stammt aus der Bonner Orgelbauwerkstatt von Johannes Klais, der, ebenso wie der Architekt der Kirche, in Lüftelberg geborenen wurde. In diesen Jahren errichteten die beiden Gastwirte des Dorfes Tanzsäle. Bisher gab es nur im Obergeschoss einer Gastwirtschaft einen Raum zum Tanzen.
Einen erheblichen Entwicklungsschub erfuhr die Landwirtschaft. Die Dreifelderwirtschaft und der altüberlieferte Flurzwang waren schon vor der Mitte des 19. Jahrhunderts auf der Grafschaft und wohl auch in Eckendorf aufgegeben und durch eine Wechselwirtschaft, jedoch ohne feste Fruchtfolge, ersetzt worden. Eine Zusammenlegung der Grundstücke in den Jahren 1905 bis 1910 führte zu einer rationelleren Bearbeitung der Felder, denn durch zahlreiche Erbteilungen waren die Besitzungen in zahlreiche kleine und kleinste Grundstücke, die verteilt über die ganze Gemarkung lagen, zersplittert worden. Anschließend wurde mit einer Drainierung von 193 Hektar nasser Flächen deren Ertragsfähigkeit gesteigert.
Seitdem in den 1850er Jahren die Fachpresse stark für den Dünger Guano geworben hatte, setzte sich dieser sogenannte Kunstdünger durch, nachdem bisher fast nur mit Stallmist und Jauche gedüngt worden war. Ende der 1870er Jahre wurde im Dorf ein Guano-Lager eingerichtet. Aus ihm entstand später ein Handel mit landwirtschaftlichen Produkten und eine Getreideannahmestelle, die 1976 an den Ortsrand verlegt wurde.
Zur Feldbearbeitung benutzte man bisher den sogenannten Hundspflug sowie Egge und Walze, alle aus Holz hergestellt. Das Getreide wurde von Hand gesät und mit dem Flegel gedroschen. Nun kamen binnen kurzer Zeit neue Maschinen und Geräte auf den Markt. Mitte der 1880er arbeitete der erste Bauer mit dem eisernen Balancepflug, Ende der 1870er Jahre gab es die erste Getreidereinigungsmaschine im Dorf, 1886/87 die erste Getreidemähmaschine, 1898 die erste Sämaschine, 1901 den ersten Selbstbinder. In den 1870er Jahren wurden vereinzelt schon Dampfdreschmaschinen im Dorf eingesetzt.
Seit 1884 wurden in der Gemarkung viele Zuckerrüben kultiviert, die seither in Eckendorf eine herausragende Rolle spielten. Sie wurden sämtlich an die Zuckerfabrik nach Euskirchen geliefert. Die früher weit verbreitete Rübensorte Eckendorfer Gelbe leitet ihren Namen nicht von diesem Dorf, sondern von dem gleichnamigen Ort in Westfalen ab. Mit dem Bau einer Molkerei 1895 im Nachbardorf Vettelhoven verbesserte sich die bis dahin schwierige Vermarktung von Milch und Butter spürbar.
1905/06 wurde einer Wasserleitung gebaut, 1912 das Dorf an das Elektrizitätsnetz angeschlossen. Die neuen Kommunikationstechniken verbanden nun Eckendorf mit der Außenwelt: 1879 Einrichtung einer Telegrafenstation im Nachbarort Gelsdorf, 1905 Anschluss von Eckendorf an das Telefonnetz.
Zu dieser Zeit (1907) war Eckendorf noch überwiegend landwirtschaftlich strukturiert und in wesentlichen Bereichen autark. In 48 von 64 Haushaltungen wurde Landwirtschaft betrieben. An Handel, Handwerk und Gewerbe waren vorhanden: Schmied, Sattler, Schuhmacher, Maurer und drei weitere Bauhandwerker, zwei Gastwirte, Bäcker, zwei Krämer, Kaufmann, zwei Eierhändler und ein Hausierer.
Durch den Ausbruch des Ersten Weltkriegs wurde der wirtschaftliche Aufschwung jäh gebremst. Das Kaiserreich ging seinem Ende entgegen. Kurz vor dem Krieg pflanzten die Dorfbewohner aus Anhänglichkeit an das Kaiserhaus anlässlich des 25-jährigen Regierungsjubiläums von Kaiser Wilhelm II. mitten im Ort eine Kaiserlinde, die heute als wohl ältester Baum in der ganzen Gemarkung noch vorhanden ist.

### Weimarer Republik und Zeit des Nationalsozialismus
Im Jahre 1914, noch vor Kriegsausbruch, war nach jahrzehntelangen Bemühungen mit dem Bau der Eisenbahnlinie Liblar-Ahrtal begonnen worden. Die Strecke führte westlich an Eckendorf vorbei; ein Bahnhof war zwischen Eckendorf und Gelsdorf geplant. Sie war in weiten Teilen im Unterbau bereits fertig, als 1930 die Siegermächte des Ersten Weltkrieges den Weiterbau verboten. 1936 wurde auf dieser Bahntrasse der erste Radfahrfernweg der Rheinprovinz eingerichtet.
Schon in den letzten Jahren des Bahnbaues wurde die Rentabilität dieser Strecke angezweifelt, da in dieser Zeit die Motorisierung spürbar einsetzte. 1925 stellte die letzte Postkutschenlinie des Kreises Ahrweiler, die bis zum Nachbarort Gelsdorf reichte, ihren Betrieb ein. Im März 1931 erhielt Eckendorf einen Anschluss an die Omnibuslinie Bonn-Ahrtal. Einen Traktor kaufte sich 1933 der erste Bauer in Eckendorf.
In den 1920er und 1930er Jahren erfuhr das dörfliche Leben des Dorfes durch die Gründung folgender Vereine einen Auftrieb: 1926 Kirchenchor, 1928 Sportverein (erneute Gründung), 1930er Jahre Paramentenverein, 1933 Tambourcorps. Nachdem es bisher nur eine Pflichtfeuerwehr gegeben hatte, wurde vor 1927 eine Freiwillige Feuerwehr ins Leben gerufen.
1936 erhielten die Straßen erstmals offizielle Namen, und die Häuser des Dorfes, die bisher einfach durchgezählt waren, wurden jetzt straßenweise durchnummeriert.
Den Zweiten Weltkrieg überstand das Dorf ohne größere Zerstörungen. Einige Bomben trafen nur Scheunen im Feldbereich. Bei einem Tieffliegerangriff entstanden Schäden an den Kirchenfenstern. 1944 stürzte ein deutsches Jagdflugzeug östlich des Dorfes ab. Zwölf Männer des Dorfes starben als Soldaten. In der Frühe des 7. März 1945 zogen die ersten Spitzen der amerikanischen Truppen durch Eckendorf. Wenige Stunden später gelang den Amerikanern mit Einnahme der einzigen unzerstörten Rheinbrücke bei Remagen der Übergang über den Rhein.

### Umwandlung vom Bauerndorf zur Wohnsiedlung
Nach dem Krieg wurde eine Gruppe von Ostflüchtlingen und Vertriebenen hier angesiedelt, darunter auch evangelische. Die hiesige Bevölkerung war bis dahin rein katholisch gewesen. Juden lebten nur vereinzelt im 18. Jahrhundert im Dorf.
Durch den Aufschwung der deutschen Wirtschaft (Deutsches Wirtschaftswunder) und den Fortschritt auf technischen und wissenschaftlichen Gebieten stieg ab den 1960er Jahren der Wohlstand sprunghaft an. Ein schneller Wandel auf allen Gebieten bewirkte binnen weniger Jahrzehnte einen völligen Umbruch aller dörflichen Verhältnisse. Kein Bereich blieb ausgenommen, angefangen bei den Kinderspielen über die Arbeitswelt der Erwachsenen, die Bräuche, das kirchliche Leben bis zur Sprache, der ripuarischen Mundart, die inzwischen von der jüngsten Generation nicht mehr gesprochen wird. Der einschneidende Strukturwandel führte dazu, dass Eckendorf seine Autarkie auf fast allen Lebensbereichen verlor. Die Selbstversorgung wurde aufgegeben, Handwerksbetriebe, Gemischtwarengeschäfte und Gastwirtschaften verschwanden.
In der Landwirtschaft beschleunigte sich durch Motorisierung und Mechanisierung die Arbeit erheblich. Die Erträge verbesserten sich durch verstärkten Einsatz von Kunstdünger, Insektiziden und Pestiziden. Traktoren ersetzen nun die Pferde und Ochsen als Zugtiere. Das letzte Ackerpferd wurde 1957 verkauft. Im selben Jahr wurde bereits der erste Mähdrescher angeschafft. Gleichzeitig zwangen veränderte Rahmenbedingungen die Bauern zur Vergrößerung ihrer Betriebe, zur Intensivierung und zur Spezialisierung. Bei den verhältnismäßig kleinen Ackerflächen erwies sich der Obstbau als beste Alternative. Seither bedecken zunehmend Obstplantagen die Feldflur. Ein Bauer spezialisierte sich mit einem Teil seiner Ländereien auf den Anbau von Spargel. Die letzten Milchkühe wurden 1991 verkauft. Trotz aller Bemühungen sanken die Einkünfte der Bauern, so dass immer mehr Betriebe aufgeben mussten. Übrig blieben vier Vollerwerbsbetriebe.
Als Folge der Intensivierung der Landwirtschaft und der vielen Eingriffe in die Landschaft setzte ein starker Rückgang der Arten in der Tier- und Pflanzenwelt ein. Um dieser negativen Entwicklung entgegenzuwirken, beantragte der Naturschutzbund 1981 die Ausweisung eines Naturschutzgebietes in der Swistbachaue zwischen Eckendorf und Adendorf. Dieses im Jahre 1986 endgültig unter Schutz gestellte Wiesengelände ist heute eines von über 20 Naturschutzgebieten des Kreises Ahrweiler. Seine Ausdehnung beträgt rund 1.000 Meter und seine Größe 26 Hektar.
Mit dem gestiegenen Wohlstand und infolge der Umstrukturierung in der Landwirtschaft begann ab den 1960er Jahren eine rege Bautätigkeit. Alte Häuser wurden durch Neubauten ersetzt, an fast allen Häusern wurden Um- und Anbauten vorgenommen. Die Bauern vergrößerten ihre Wirtschaftsgebäude, einige siedelten an den Dorfrand aus. Ab den 1970er Jahren begannen sich Fremde anzusiedeln, da hier die Baulandpreise weit unter denen im Bonner Umland lagen, denn durch die Ernennung Bonns zur provisorischen Bundeshauptstadt waren die Orte im Weichbild der Stadt bereits stark angewachsen. Um der gestiegenen Nachfrage nach Bauland nachzukommen, wurde 1985 am südlichen Rand des Dorfes ein erstes größeres Baugebiet ausgewiesen. Inzwischen sind auch an den anderen Dorfrändern viele Neubauten entstanden. Dennoch konnte das Dorf durch eine nur mäßige Ausweisung von Bauland und durch den Erhalt von vielen alten Gebäuden im Ortskern seinen dörflichen Charakter bewahren.
Gleichzeitig wurde die Infrastruktur verbessert und ausgebaut. Ende der 1960er Jahre erhielt das Dorf eine Kanalisation und anschließend wurden die Straßen nach und nach asphaltiert. 1969 errichtete man ein Feuerwehrhaus, das später um einen Saal erweitert wurde, da der letzte von zwei Tanzsälen 1967 geschlossen worden war. Seit 1978 feiert man die Kirmes und andere Feste im Feuerwehrhaus.
Da der alte Kirchhof bei der gestiegenen Bevölkerung nicht mehr ausreichte, wurde 1969 ein ziviler Friedhof am Ortsrand angelegt. Am Swistbach entstand 1981 ein Spiel- und Bolzplatz für die Kinder und Jugendlichen.
Ab 1959 wurde Eckendorf kirchlich von Gelsdorf bzw. Leimersdorf aus verwaltet, im Ort wohnte seitdem ein Ruhestandsgeistlicher. Seit 1993 wird das Pfarrhaus an Privatleute vermietet, das zuständige Pfarramt ist heute Gelsdorf. Durch Bildung der Großgemeinde Grafschaft 1974 verlor die Gemeinde Eckendorf ihre politische Selbstständigkeit und wurde zum Ortsbezirk abgestuft. Im selben Jahr wurde die Schule in Eckendorf geschlossen. Im Jahre 1975 eröffnete in Gelsdorf ein Kindergarten, der seither auch von den Kindern aus Eckendorf besucht wird. Vorher gab es keinen Kindergarten in Eckendorf. Ebenfalls im Jahre 1975 verlor Eckendorf seine Poststelle. Eine 1983 gegründete gynäkologische Privatklinik wurde fünf Jahre später geschlossen.
Nachdem die dörflichen Gewerbebetriebe alter Art untergegangen waren, entstanden neue, der Zeit angepasste Betriebe. Heute sind 25 Gewerbebetriebe vorhanden, die in der Regel aus einer Person bestehen und alle erst seit den 1980er Jahren gegründet wurden. Sie gehören den Bereichen Einzelhandel, Energieversorgung, Dienstleistungen, Versicherungen, Werbung, Bautechnik, Tontechnik, EDV und Internet an.
Mit der allgemein starken Zunahme des Individualverkehrs steigerte sich das Verkehrsaufkommen enorm. Um dem wachsenden Verkehr im Nah- und Fernverkehr gerecht zu werden, wurden eine Nord-Südautobahn (A 61) und eine Autobahn von der Eifel nach Bonn (A 565) gebaut. Beide wurden 1975 dem Verkehr übergeben. Die Autobahn 61 läuft am südwestlichen Rand von Eckendorf entlang, auf der Trasse der unvollendeten Eisenbahnlinie, die andere führt wenige hundert Meter nördlich der Gemarkungsgrenze vorbei.

## Politik

### Ortsbezirk
Eckendorf ist einer von elf Ortsbezirken der Gemeinde Grafschaft. Er wird durch einen Ortsbeirat und einem Ortsvorsteher vertreten.

### Ortsbeirat
Der Ortsbeirat besteht aus fünf Mitgliedern, die bei der Kommunalwahl am 23. Juni 2024 in einer personalisierten Verhältniswahl gewählt wurden, und dem ehrenamtlichen Ortsvorsteher als Vorsitzendem. Die Wahl 2024 wurde um zwei Wochen gegenüber dem regulären Termin verschoben, da die ursprünglich gedruckten Stimmzettel fehlerhaft waren.
Die Sitzverteilung im Ortsbeirat:
| Wahl | SPD | CDU | Grüne | FWG 1 | WGJ 2 | Gesamt  |
| ---- | --- | --- | ----- | ----- | ----- | ------- |
| 2024 | 1   | 3   | 1     | –     | –     | 5 Sitze |
| 2019 | 1   | –   | 1     | –     | 3     | 5 Sitze |
| 2014 | 1   | 3   | –     | 1     | –     | 5 Sitze |
| 2009 | 1   | 4   | –     | –     | –     | 5 Sitze |

### Ortsvorsteher
Johannes Jung (CDU) wurde 2014 Ortsvorsteher von Eckendorf. Bei der Direktwahl am 26. Mai 2019 wurde er mit einem Stimmenanteil von 80,77 % und am 9. Juni 2024 als einziger Bewerber mit 82,2 % jeweils für weitere fünf Jahre in seinem Amt bestätigt.
Jungs Vorgänger als Ortsvorsteher, Josef Krupp, war 2014 aus Altersgründen nicht erneut angetreten.

## Sehenswürdigkeiten und Dorfstruktur
Stand: Juli 2007
- Kirche, 1893–1894 errichtet durch den 1853 in Lüftelberg geborenen Architekten Anton Becker
- Pfarrhaus, 1855–1857 erbaut
- Feuerwehrhaus, 1968 Baubeginn, 1978 Erweiterung zu einem Dorfgemeinschaftshaus
- Gemeindefriedhof, 1969 eingeweiht
- Spiel- und Bolzplatz, 1981 eingerichtet
- Jugendheim „Phantasien“, 1990 gegründet
- Naturschutzgebiet am Dorfrand, 1981 unter Schutz gestellt
- 4 Landwirte (Ackerbau und Obstbau) im Vollerwerb
- 25 angemeldete Gewerbebetriebe, darunter Raiffeisen-Markt (Landhandel), Heilpraktiker, kosmetische Fußpflege, Rechtsanwaltspraxis
- Vereine: Kirchenchor, Möhnenverein, Gymnastikgruppe

Siehe auch: Liste der Kulturdenkmäler in Grafschaft